# 金凱德 (堪薩斯州)
金凱德（英語：Kincaid）是一個位於美國堪薩斯州安德森縣的城市。

## 地方資料
根據2010年美國人口普查的數據，金凱德的面積為1.30平方千米，當中陸地面積為1.30平方千米，而水域面積為0.00平方千米。當地共有人口122人，而人口密度為每平方千米93.85人。